# Islas del estrecho de Torres
Las islas del estrecho de Torres son un grupo de más de 270 islas situadas en el estrecho de Torres, la franja de agua que separa la península del Cabo York, en Queensland (Australia) de Papúa Nueva Guinea. Casi todas las islas forman parte del Estado de Queensland, excepto unas pocas islas, como la isla Daru, que pertenecen a Papúa Nueva Guinea.

## Origen del nombre
El estrecho debe su nombre al capitán español Luis Váez de Torres cuyo buque atravesó por primera vez el estrecho en 1606, rumbo a Manila en las islas Filipinas. Aunque quedó constancia de su viaje en una carta al rey de España, su descubrimiento no se hizo público hasta 1762 cuando se permitió el acceso a los archivos españoles custodiados en Manila.

## Bandera
La bandera de los isleños del estrecho de Torres es una bandera oficial de Australia, y es la bandera que representa a los isleños del estrecho de Torres. Fue diseñada en 1992 por Bernard Namok. Ganó una competición local que promovió el Consejo de Coordinación de las Islas, y fue reconocida por la Comisión de Aborígenes e Isleños del Estrecho de Torres en junio de 1992.

## Geografía

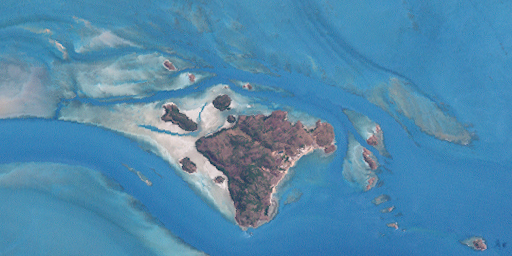
Mabuiag.

Las islas están diseminadas en un área de 45 000 km². En su punto más corto el estrecho tiene unos 150 km de ancho, y las islas se extienden de 200 a 300 km a ambos lados de esta línea norte-sur. Las islas del extremo noroeste se encuentran sólo a unos pocos kilómetros de la costa de Papúa Nueva Guinea.
El estrecho de Torres es un antiguo puente terrestre que unía el actual continente australiano con Nueva Guinea cuando el conjunto de esas tierras conformaba la plataforma llamada Sahul. La subida del nivel de los mares después de la última glaciación sumergió este paso terrestre formando así el estrecho actual que une el mar de Arafura con el mar de Coral. Muchas de las islas del estrecho son los picos de las antiguas tierras inundadas.
Las islas australianas del estrecho de Torres se clasifican en 5 grupos de islas:
Islas del noroeste
- Sabai
- Boigu
- Dauan

Islas del oeste
- Moa
- Badu
- Mabuiag

Islas interiores
- Waiben (Isla de Jueves o Thursday Island)
- Isla del Cuerno
- Muralag (Isla del Príncipe de Gales)
- Dumaralug

Islas centrales
- Gebar
- Iama
- Masig
- Poruma

Islas del este
- Murray (Mer)
- Erub
- Ugar

Las islas y los fondos marinos que las rodean albergan unos ecosistemas abundantes en especies, muchas de ellas endémicas. Entre los animales más representativos se encuentran el Dugong dugon, la tortuga verde, la tortuga carey y la tortuga Natator depressus. La región es también el hogar del Ducula bicolor, un pájaro que los isleños escogieron como emblema de su región.

## Demografía
Los habitantes indígenas, los isleños del estrecho de Torres, son melanesios próximos genética y culturalmente a los papúes de Nueva Guinea. Son considerados por lo tanto como étnicamente distintos de los pueblos aborígenes del resto de Australia.
Según el censo australiano de 2001, la población del estrecho de Torres era de 8.089 habitantes, de los cuales 6.214 pertenecían al grupo étnico de los isleños del estrecho de Torres o de los aborígenes australianos.

## Historia
Fue desde la isla de la Posesión que el capitán James Cook reclamó la soberanía británica de la parte oriental de Australia en 1770, dándole así mismo su nombre a la isla. Las islas del estrecho de Torres fueron anexionadas por el estado de Queensland en 1879.
Al obtener Papúa Nueva Guinea su independencia de Australia en 1975, la nacionalidad de las islas y la delimitación de las aguas territoriales de ambos países fueron objeto de debate. Como los isleños se consideraban australianos, el gobierno australiano se negó a compartir el control de las aguas del estrecho con el gobierno de Papúa Nueva Guinea.
Bajo supervisión de la Organización de las Naciones Unidas, se logró un acuerdo en diciembre de 1978 por el que las islas y sus habitantes seguían siendo australianos, mientras que la frontera marítima entre los dos países se establecía en el centro del estrecho. En la práctica, Australia y Papúa Nueva Guinea colaboran estrechamente en la gestión de los recursos del estrecho de Torres.
En 1982, Eddie Mabo y otros cuatro isleños de la isla de Murray (Mer) reclamaron judicialmente la propiedad tradicional de las tierras de Murray para los nativos de la isla, ante la Corte Suprema y el Alto Tribunal de Australia. Este caso se conoce como el Caso Mabo. Después de diez años de procedimientos judiciales, el Alto Tribunal sentenció el 3 de junio de 1992 que los isleños de Murray ya eran dueños de sus tierras antes de que fueran anexionadas por el estado de Queensland. Esta sentencia constituye una jurisprudencia sin precedentes, en contra de la doctrina legal que afirma que antes de la colonización las tierras australianas eran Terra Nullius (tierras que no pertenecían a nadie).
El día 3 de junio es por ese motivo día festivo en el distrito local (LGA) de Murray.

## Administración
El 1 de julio de 1994, se creó la Autoridad Regional del Estrecho de Torres (Torres Strait Regional Authority, TSRA), una institución dependiente del Departamento de las Familias, los Servicios Comunitarios y los Asuntos Indígenas del gobierno de Australia (Department of Families, Community Services and Indigenous Affairs). Está compuesta de dos órganos:
- El Comité: se compone de 20 miembros elegidos con un mandato de 4 años, representantes de las comunidades de los indígenas del estrecho de Torres y de los aborígenes australianos residentes en el estrecho. Se encarga de diseñar las estrategias políticas locales y de establecer la repartición del presupuesto de la región. Es el brazo político de la TSRA.
- La Administración: está compuesta de funcionarios del estado australiano. Desde 2005, es dirigida por primera vez por un director indígena del estrecho de Torres, Wayne See Kee.

El centro administrativo de las islas es la Isla de Jueves (Thursday Island).

## Enclaves
Un grupo de islas junto con sus respectivos mares territoriales, forman siete enclaves dentro del área marítima de Papúa Nueva Guinea de acuerdo al tratado que entró en vigor en 1985. El mar territorial de cada isla no se extiende más de 3 millas.
Los siete enclaves son:
- Cayo Turu/ Ushant
- Deliverance, islote Kerr
- Boigu (89,6 km²), Aubusi (y varios islotes adyacentes), Moimi
- Turnagain (12 km²)
- Saibai (107,9 km²), Dauan (4 km²), Kaumag
- Rocas Black, cayo Bramble (0,036 km²)
- Cayo Anchor, cayo East

Adicionalmente, el cayo Pearce está comprendido en el régimen de mar territorial de 3 millas pero se encuentra adyacente a la zona marítima australiana.